# Cryptomyelois irmhilda
Cryptomyelois irmhilda är en fjärilsart som beskrevs av Ruesler och Kuppers 1979. Cryptomyelois irmhilda ingår i släktet Cryptomyelois och familjen mott. Inga underarter finns listade i Catalogue of Life.